# Entandad plattbagge
Entandad plattbagge (Silvanus unidentatus) är en skalbaggsart som först beskrevs av Guillaume-Antoine Olivier 1790.  Entandad plattbagge ingår i släktet Silvanus och familjen smalplattbaggar. Enligt den finländska rödlistan är arten starkt hotad i Finland. Enligt den svenska rödlistan är arten sårbar i Sverige. Arten förekommer i Götaland, Öland och Svealand samt tillfälligtvis även i Nedre Norrland och Övre Norrland. Artens livsmiljö är moskogsbrandfält. Inga underarter finns listade i Catalogue of Life.